# Margaret Buckner Young
Margaret Buckner Young (Campbellsville, Kentucky, 29 de marzo de 1921-Denver, Colorado, 5 de diciembre de 2009) fue una educadora y escritora estadounidense.

## Biografía
Estudió en Aurora (Illinois), filología inglesa y francesa en la Kentucky State University y un máster en psicología en la Universidad de Minesota.
Se casó con el activista Whitney Young en 1944, con el que se mudó a New Rochelle en 1961. Al fallecer su marido en 1971, Young se volcó en promover la igualdad y mejorar las relaciones de Estados Unidos con otras naciones.

## Obras
- How to Bring Up Your Child Without Prejudice (1965)
- The First Book of American Negroes (1966)
- The Picture Life of Martin Luther King, Jr. (1968)
- Black American Leaders (1969)
- The Picture Life of Thurgood Marshall (1971)